# VHDL
VHDL (VHSIC Hardware Description Language) je v informatice název jazyka, který slouží pro popis hardwaru (HDL – Hardware Description Language). Používá se pro návrh a simulaci digitálních integrovaných obvodů, například programovatelných hradlových polí (CPLD, FPGA) nebo různých zákaznických obvodů (ASIC). Jazyk VHDL může být použit i jako paralelní programovací jazyk.

## Charakteristika
Jazyk VHDL byl původně vyvinut na Ministerstvu obrany USA v rámci vládního programu VHSIC (Very High Speed Integrated Circuits) s cílem vytvořit prostředek pro dokumentaci a popis chování zákaznických integrovaných obvodů a jednotnou platformu pro simulaci hardware nezávislou na technologii. Filozofie jazyka VHDL vychází z jazyka ADA a specifikace jazyka byla přijata jako standard IEEE 1076-1987 v roce 1987, který byl následně několikrát přepracován a rozšířen. Poslední revize je z roku 2019.
Jazyk VHDL je navržen tak, aby podporoval všechny úrovně abstrakce používané pro návrh takových obvodů: umožňuje popsat obvod na hradlové, RTL i algoritmické úrovni. Je použitelný i pro návrh analogových obvodů. Programovací jazyk VHDL je silně typovaný. Má prostředky pro popis paralelismu, konektivity a explicitní vyjádření času. Jazyk VHDL se používá jak pro simulaci obvodů, tak i pro popis integrovaných obvodů, které se mají vyrábět.
Zkratka VHDL znamená VHSIC Hardware Description Language (česky jazyk pro popis hardware), kde VHSIC je zkratka z Very-High-Speed Integrated Circuit (česky velmi rychlé integrované obvody).

## Základní konstrukce
Jazyk VHDL popisuje číslicová zařízení a jednotlivé jejich části pomocí komponent:
- entita - definuje rozhraní komponenty (pouze vstupy a výstupy, ne funkci)
- architektura - určuje funkci a chování (má dvě části - deklarační a příkazovou)

Pro jednu entitu může existovat více architektur (implementací).

### Módy portů
- IN - data lze z portu pouze číst
- OUT - data vycházejí z portu
- BUFFER - výstup se zpětnou vazbou
- INOUT - obousměrný tok
- LINKAGE - neznámý směr datového toku (obousměrný)

## Styly popisu architektury
- strukturální popis
  - vhodné pro syntézu
  - návrhář si řídí architekturu svého návrhu
- behaviorální popis
  - popis na vysoké úrovni abstrakce
  - použití hlavně pro simulaci
- dataflow popis
  - vkládání komponent do netlistu
  - omezení možností syntézy
  - detailní časové simulace

## Příklad kódu
```
-- (tohle je komentář)

-- import std_logic z knihovny IEEE

library
 
IEEE
;

use
 
IEEE.std_logic_1164.
all
;

-- definice entity...

entity
 
my_and
 
is

  
port
 
(
IN1
,
 
IN2
 
:
 
in
 
std_logic
;
 
OUT1
:
 
out
 
std_logic
);

end
 
entity
;

-- ...a architektury

architecture
 
example
 
of
 
my_and
 
is

begin

  
OUT1
 
<=
 
IN1
 
and
 
IN2
;

end
 
example
;

```